# Álvaro Jaén
Álvaro Jaén Barbado (Madrid, 9 de dezembro de 1981) é um político espanhol, deputado na Assembleia de Estremadura por Podemos.

## Biografia
Filho de emigrantes estremenhos em Madrid, Álvaro Jaén é licenciado em Ciências Políticas pela Universidade Complutense de Madri.
Antes de ingressar em Podemos, tem tido numerosos trabalhos, desde trabalhador agrícola até professor substituto. Em fevereiro de 2015 as bases do partido escolheram-no como secretário geral de Podemos em Estremadura, sendo igualmente nomeado candidato à presidência da Junta em abril do mesmo ano.
Em novembro de 2016 foi reeleito secretário geral de Podemos em Estremadura.